# María Inés Naveillán
María Inés Naveillán Gazani (Santiago de Chile, 2 de noviembre de 1953 - San Pedro de la Paz, 18 de abril de 2022) fue una cantante chilena, representante de Chile en el festival de la OTI en 1994.

## Matrimonio, hija y vida artística
Desarrolló parte de su carrera en las décadas de 1970 y 1980. Contrajo matrimonio en 1981 con Luis Poncho Venegas, quien compuso algunas de las canciones que cantó a lo largo de su carrera. De este matrimonio nació Sol Naveillán, quien también es artista.
Sus temas musicales más destacadas fueron Esperando, Déjame soñar y La vida va. Se presentó en el Festival de Viña del Mar de 1984.
En 1983 interpretó una versión de una de las canciones de Édith Piaf en el programa de variedades Martes 13 de Canal 13.
De acuerdo a una publicación del periódico Las Últimas Noticias de 1988, se sindicó a Naveillán como una «artista no marxista», calificándose, de acuerdo a la Dictadura militar (Chile), como positiva.
Falleció el 18 de abril de 2022, en su hogar de San Pedro de La Paz, región del Biobío.

## Discografía
- Déjame soñar, 1981.
- Si tan solo entendieras, 1982.
- El amor cambió de rumbo, 1984.